# Verbum Dei Missziós Testvéri Közösség
Verbum Dei Missziós Testvéri Közösség (spanyolul Fraternidad Misionera Verbum Dei /latin, jelentése: Isten Igéje/) az Istennek szentelt élet intézménye a római katolikus egyházban, mely fő céljának tekinti az imádságot, az Ige szolgálatát és az evangéliumi élet tanúságtételét. A Verbum Dei tágabb szervezete a Verbum Dei Missziós Család (spanyolul Familia Misionera Verbum Dei).

## Története
Jaime Bonet atya 1963-ban alapította a közösséget Mallorca szigeten, Spanyolországban. Még szemináriumi évei alatt egy iskolát szervezett a társaival: A „Prédikálás Akadémia”-ját. Az intenzív tanulás mellett fáradhatatlan apostoli tevékenységet folytatott: a katekizmust magyarázta a cigányoknak és a szegényeknek, prédikációs heteket tartott a nyomornegyedek és saját falvának fiataljainak és idősebbjeinek, beszélgetéseket tartott a Palma de Mallorcai Főiskola diákjaival, tanköröket vezetett. Ezen tevékenységek mellett részt vett a keresztény Cursillo születésében, a Palma de Mallorca-i egyházközség alapításában és az Actio Catholica (Acción Catolica) apostoli munkájában. Barcelonában lett pappá szentelve, 1952. május 31-én Juan Hervas püspök kinevezte a Mancor del Valle plébánia plébánosának és a Santa Lucia kegyhely vezetőjének, mely a Cursillo mozgalom székhelye volt. Miután kiutasították a Cursillo Mozgalmat Mallorca szigetről, Jaime atya folytatta prédikációit az egész szigeten. Emellett az egyházmegye novícius szerzeteseinek és a papi szeminárium teológus hallgatóinak lelkigyakorlatokat tarthatott. 1960-ban Jesús Enciso Viana püspök megbízta az Acción Catolica egyházmegyei tanácsadójának tisztségével, azzal a feladattal, hogy az evangéliumi és apostoli lelkiséget ösztönözze. A fiatal pap prédikációja apostoli dinamizmust szült az egész szigeten. Mivel egyre növekedtek a csoportok, akik fel akartak készülni a prédikálásra, Jaime evangelizációs és apostoli iskolákat hozott létre fiatalokkal. Az evangelizációs iskolák növekedtek és Enciso Viana püspök kérésére megszületett a Verbum Dei 1963. január 17-én, amely azóta mind az öt földrészen, 30 nemzetben, több mint 100 egyházmegyében van jelen. 2000. április 15-én elnyerte a Közösség a szentszéki jóváhagyást II. János Pál pápa által. 2002. január 18-án jött Magyarországra a Verbum Dei Missziós Testvéri Közösség.

## Tevékenysége
A Verbum Dei Missziós Testvéri Közösség a megszentelt életű női és férfi misszionáriusokból (laikusokból és papokból), valamint a missziós házaspárokból áll. Életüket teljesen az imádságnak, az Ige szolgálatának és az evangéliumi élet tanúságtételének szentelik. A Verbum Dei tágabb szervezete a Verbum Dei Missziós Család, amelyhez minden ember, fiatal és idős, férfi és nő, egyedülállók és családosok, papok és világiak tartozhatnak minden fajból, kultúrából, nyelvből és nemzetből. Minden nap több órát szentelnek az imádságnak, szemlélődésnek, a Szentíráson való elmélkedésnek. Az Evangélium tanítása szerint élő testvéri közösségeket kívánnak létrehozni és működtetni. Foglalkoznak fiatalokkal és egyetemistákkal, családokkal, felkészítenek a szentségek vételére, plébániákon is tevékenykednek.
Tevékenységeik:
- Közösségi hétvégék (minden korosztálynak): a résztvevők a keresztény hit alapigazságaival ismerkedhetnek meg az elmélkedések, közös tapasztalatcserék és családias együttlét által.
- Csöndes lelkigyakorlatok és a hétköznapok lelkigyakorlata: lehetőséget nyújtanak arra, hogy a résztvevők a tematikus elmélkedéseket hosszabb csöndben személyesen elmélyítsék. A hétköznapok lelkigyakorlata a résztvevő saját otthonában és életterében végzet lelkigyakorlat, ahol komolyabb elhatározással egy bizonyos időkereten belül (pl. 2 vagy 4 hétig) nagyobb energiát fektet az imádságba, az odafigyelésbe, az Istennel való kapcsolatba. A hétköznapok lelkigyakorlata felépítése:
  - napi fél óra elmélkedő imádság (lectio divina adott anyaggal, ami szentírási idézetekből és elmélkedésekből áll)
  - a figyelmesség gyakorlata
  - este: visszatekintés a napra
  - heti csoportos találkozó, ahol megosztják tapasztalatainkat és megkapják a következő hétre szóló anyagot.
- Lelkivezetés
- Nemzetközi találkozók, gyalogos zarándoklatok
- Nyitott közösségi találkozók

Képzéseik:
- Teológiai képzés, a hit továbbadásának iskolája és az apostoliskola (a lelki élet iskolája): a hit továbbadásának iskolája és az apostoliskola segítséget akarnak nyújtani azoknak, akik magukat Krisztus és embertársaik szolgálata iránt akarják elkötelezni a hit tevékeny továbbadása által. A hit továbbadása és az igehirdetés elsajátítása fontos alkotórésze annak a folyamatnak, ahol megtanulják, mit jelent kereszténynek lenni. A Verbum Dei Közösség Apostoliskolája 2008-ban alakult meg. Elsősorban mindazoknak a hívő keresztényeknek szól, akik már valamennyire jártasak a hitben, valamint komolyan kívánják megismerni Istent és önmagukat, és elkötelezetten részt akarnak venni az Egyház életében. Célja, a hit és a lelki élet személyes elmélyítése az imádság, az evangéliumi élet és a hit továbbadása által, valamint az Egyház (közösségeinek) erősítése. Minden résztvevő vállalja, hogy havonta egyszer, egy közösen meghatározott időpontban egy teljes szombati/vasárnapi napot rászán a képzésre. Az Apostoliskola elemei:
  - Az egyes találkozókon: imádság (a Szentírással való elmélkedés);  „revision de vie” (kiscsoportos beszélgetés, tapasztalatok megosztása);  lelkiségi képzés (különféle hitigazságok, a lelki élet oszlopos elemei elmélyítése, személyes kidolgozása); Szentmise.
  - Az évi képzés ideje alatt: részvétel közös lelkigyakorlaton; aktív részvétel és segítség a Közösség missziós munkájában.
- Az imádság iskolája, az Igeiskola: elmélkedések személyes imádsággal, csoportos megosztással, minden szerdán 2 órában (spanyol nyelven, nőknek), illetve havonta 3 és fél órában szombaton vagy vasárnap, a lelki élet iskolájának keretében.
- Katekézis, Szemináriumok
- „Revision de vie” és lelkivezetés: az ún. „revision de vie” (Joseph Cardijn, a Keresztény Munkásifjú Mozgalom alapítója alkotta ezt a fogalmat) olyan találkozó, ahol elkötelezett keresztények kis csoportokban rendszeresen elmesélik mindennapi tapasztalaikat, hogy ezáltal egymást segítsék hitük következetesebb megélésében. 2006-ban alakult egy csoportjuk házasoknak és családosoknak, akik havi rendszerességgel találkoznak a budapesti Szent Rita Plébánián. Az egyes találkozókon azokról a témákról beszélgetnek, amelyek a családosokat legjobban foglalkoztatják.